# Bosc Nacional Bighorn
El Bosc Nacional Bighorn (Bighorn National Forest) és una àrea protegida situada al centre-nord de Wyoming (Estats Units) dins de les muntanyes Bighorn (Bighorn Mountains) gestionada pel Servei Forestal dels Estats Units. Compta amb vuit cases de camp (lodges), diversos embassaments i uns 2.400 quilòmetres de senders.
El seu punt més alt és el pic Cloud (Cloud Peak), que és a 4.103 metres d'altitud. Aquest cim es troba a l'àrea salvatge Cloud Peak. La glacera Cloud Peak també està situada dins d'aquesta mateixa àrea salvatge.